# Porto de Valparaíso

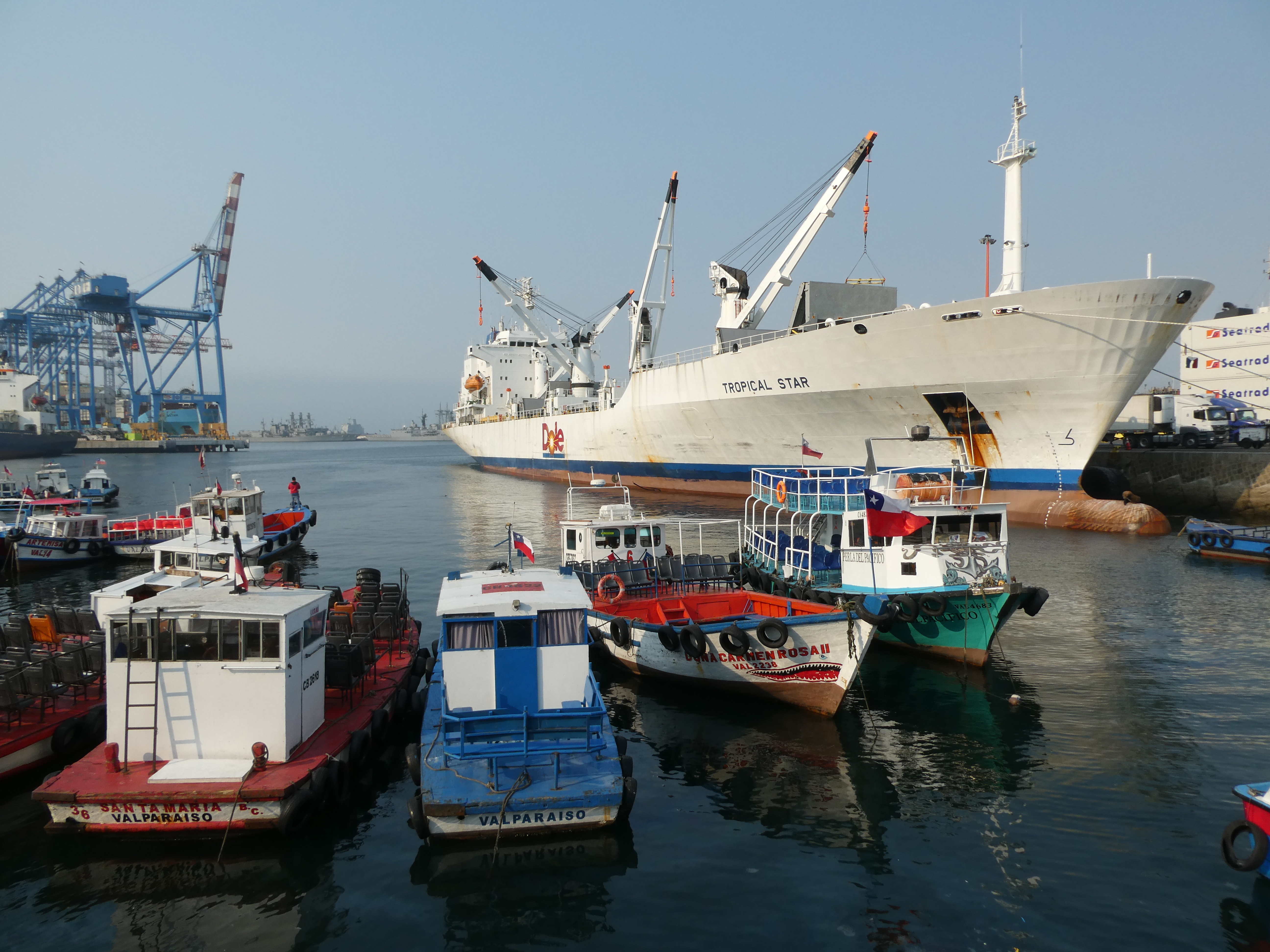
À direita, o navio frigorífico Tropical Star.

O Porto de Valparaíso é o terminal marítimo localizado na cidade do mesmo nome na Região de Valparaíso, Chile. É o porto com maior chegada de passageiros do país e o segundo com maior movimentação de contêineres, após o Porto de San Antonio. Anualmente, transfere mais de 10 milhões de toneladas de carga geral e, por seus terminais, passa mais de 30% de todo o comércio exterior do país. Além disso, na temporada, atende cerca de 40 cruzeiros e 100 mil visitantes. O Porto de Valparaíso pode ser dividido em: o porto comercial (principalmente carga em contêineres) e o porto de passageiros (cruzeiros). Cada uma dessas atividades dispõe de um espaço próprio e segregado das outras, com instalações e pessoal especializado.

## História

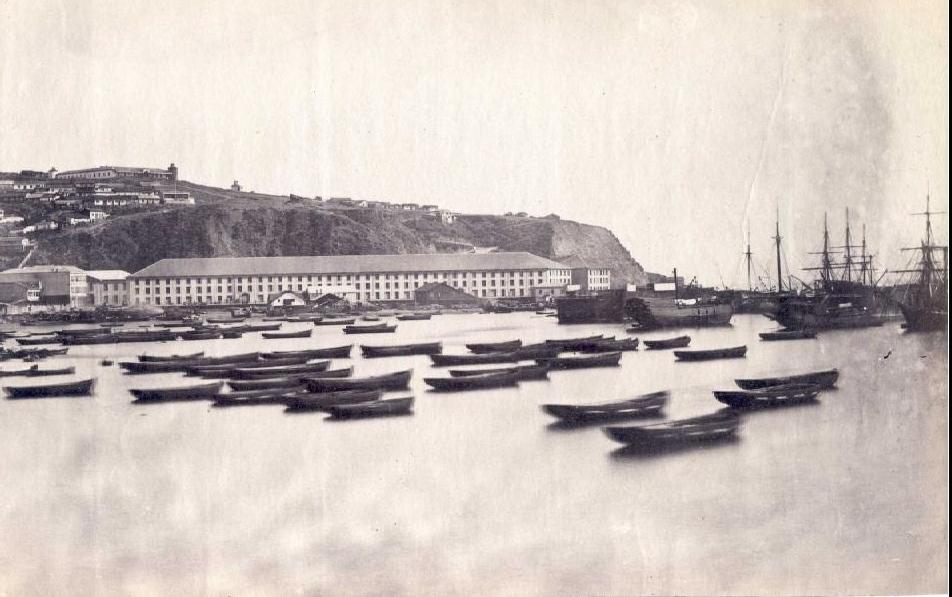
Grandes armazéns francos em 1863, muito afetados por bombardeios em 1866.

A cidade de Valparaíso recebeu sua primeira embarcação em 1536. Foi a chegada do Santiaguillo, navio que apoiava a expedição de Diego de Almagro. A ensenada estava habitada pelos changos, indígenas pescadores, que utilizavam para suas atividades balsas feitas com couro de lobo e tablitas de madeira. Os índios changos chamavam Quintil a esta baía.
Em 1810, Valparaíso era formado por duas aldeias, separadas por uma ponta rochosa chamada Cabo: eram o Almendral e o Porto. Nas proximidades do Cabo, um comerciante rico havia construído um mole chamado Villaurrutia, em frente à caverna do Chivato, onde hoje se encontra o edifício do jornal El Mercurio de Valparaíso. Naquela época, o mar chegava até as atuais ruas Bustamante, Serrano, Prat e Esmeralda; ou seja, até os pés dos cerros.
O mole Villaurrutia, único existente em Valparaíso naquela época, tinha um duplo valor histórico: foi o primeiro mole que se teve no Chile e o único mole construído durante a Colônia. Como consequência da absoluta liberdade de comércio e do estabelecimento de armazéns de depósito de mercadorias, o progresso de Valparaíso foi muito rápido: em 1810 tinha 5.000 habitantes, mas em apenas 12 anos esse número mais que triplicou, chegando a 16.000.
Em 1822, chegou o primeiro barco a vapor, o Rising Star, e em novembro do mesmo ano ocorreu um terremoto que destruiu grande parte da cidade, deixando 78 mortos e 110 feridos.
O terremoto foi apenas um freio momentâneo do progresso. A poucos meses, ocorreu um forte aumento na construção. Iniciaram-se, então, trabalhos de preenchimento de explanadas para ganhar terreno ao mar, já que no início só existia uma rua longitudinal, traçada ao pé dos cerros, que unia as aldeias do Porto e do Almendral. Por isso, onde antes ancoravam embarcações, ergueram-se casas e traçaram-se ruas.
Entre 1810 e 1831, foram construídos outros moles para responder ao avanço comercial do tráfego internacional, ao qual se somou em 1832 a construção dos primeiros armazéns fiscais para o depósito de cargas provenientes de Europa e Ásia.
Essa infraestrutura tornou o porto em um centro comercial do Pacífico Sul durante grande parte do Séc. XIX e inícios do Séc. XX. A magnitude dessa atividade chegou a ter 3 linhas de armazéns fiscais em Valparaíso, que se conseguiram após ganhar novos terrenos ao mar, dando um impulso notável ao porto.
Entre 1870 e 1876, foram realizadas obras de modernização no porto. Foi construído o Mole Fiscal, a primeira obra portuária de categoria executada no país. O mole tinha forma de "L" e contava com uma grua principal de 35 toneladas de elevação. Sua extensão permitia o atracamento de 2 embarcações modernas da época. A instalação prestou serviços até aproximadamente 1919, ano em que ficou dentro das obras do novo porto.
Após a abertura do Mole Fiscal, iniciou-se a construção de um atracador para o trânsito de passageiros, denominado Mole Prat, que foi terminado em 1884. Este amplo recinto de madeira, que se adentrava várias dezenas de metros no mar e estava localizado nas costas do Monumento a los Héroes de Iquique, também serviu como passeio para os habitantes da época. Assim como o Fiscal, este mole foi substituído durante as obras do novo porto.

### Construção do porto

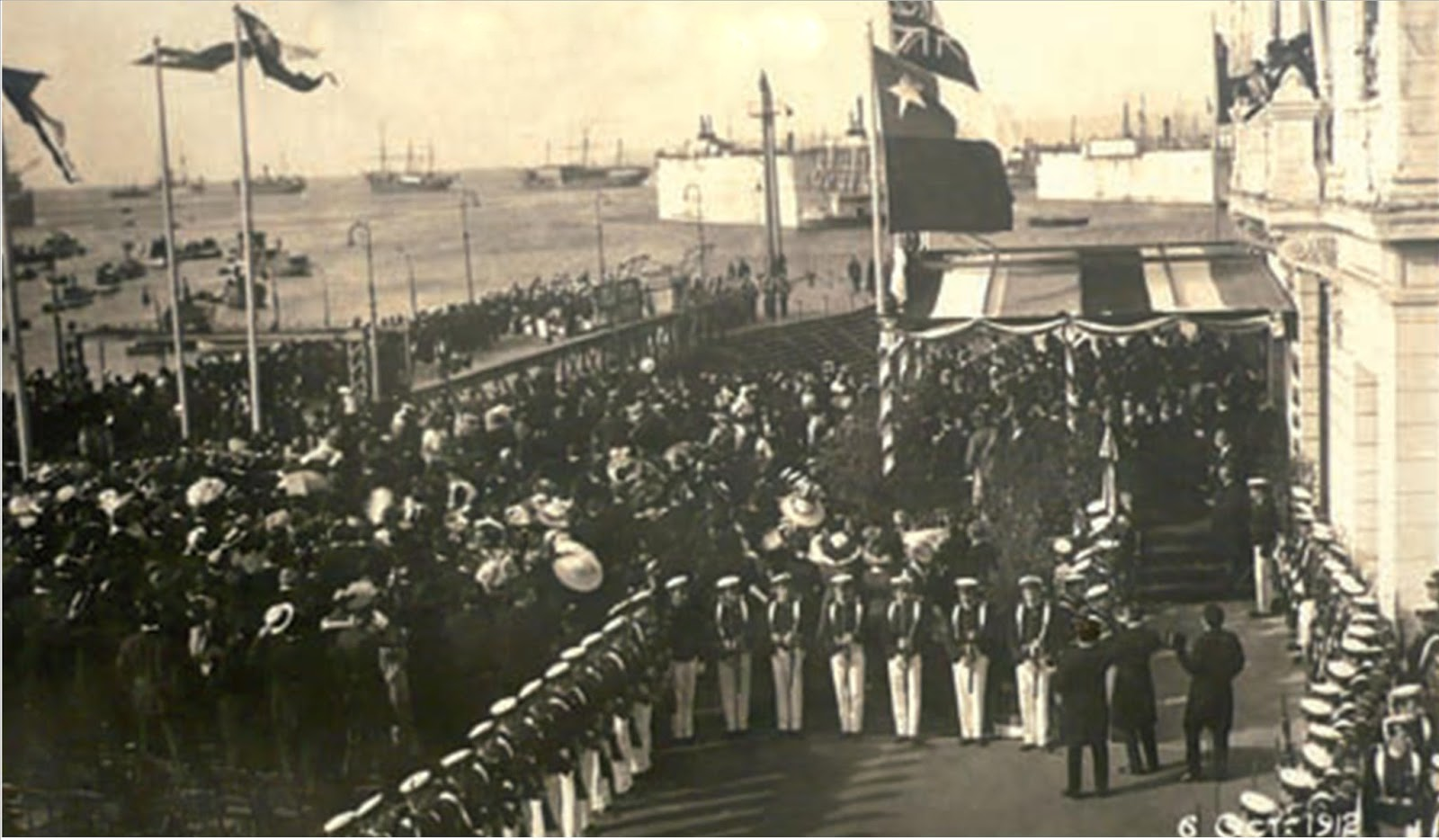
Inauguração do porto em 1912

Entre 1910 e 1930, grande parte da atual infraestrutura do porto foi erguida, incluindo trabalhos de preenchimento que ganharam terrenos ao mar. Era muito necessário, pois antes da inauguração do Canal do Panamá (1914), a totalidade dos barcos passava por suas costas após cruzar os oceanos pelo agitado Estreito de Magalhães. Foram seus anos de maior apogeu.
Em 7 de setembro de 1910, foi aprovada a Lei N.º 2.390 que atribuía fundos para a construção dos portos de Valparaíso e San Antonio, além de dispor da recém-criada Comissão de Portos.
Em maio de 1912, iniciaram-se os trabalhos em Valparaíso, a cargo da firma inglesa S. Pearson and Son Ltd, consagrados em dois contratos, desenvolvidos entre 1912 e 1923 e entre 1923 e 1930. Os prazos programados inicialmente pelos britânicos não puderam ser cumpridos, devido à dificuldade de adquirir materiais na Europa em razão da I Guerra Mundial. Finalmente, as obras foram concluídas satisfatoriamente em 1930.
Os trabalhos realizados levantaram a atual infraestrutura que possui o porto, como o molo de abrigo (1000 m de comprimento e 55 m de profundidade), malecones e terminais de atracagem, o Espigão e o Mole Barón.
Uma das grandes investidas na cidade foi a construção do molo de abrigo do porto. Foi em um momento propício, pois fatores adversos como a queda da demanda por salitre, a 1ª Guerra Mundial, a abertura do Canal do Panamá em 1914 e a crise econômica mundial de 1929, tiraram protagonismo e progresso a Valparaíso como o porto da costa Pacífico Sul.
Após 1930, não foram construídas novas obras fundamentais em Valparaíso, e os trabalhos executados até a data relacionam-se com manutenção, reparos, construção de obras complementares, remodelações e organizações para se adaptar às mudanças ocorridas no transporte marítimo, como o emprego do contêiner.

## Administração do porto

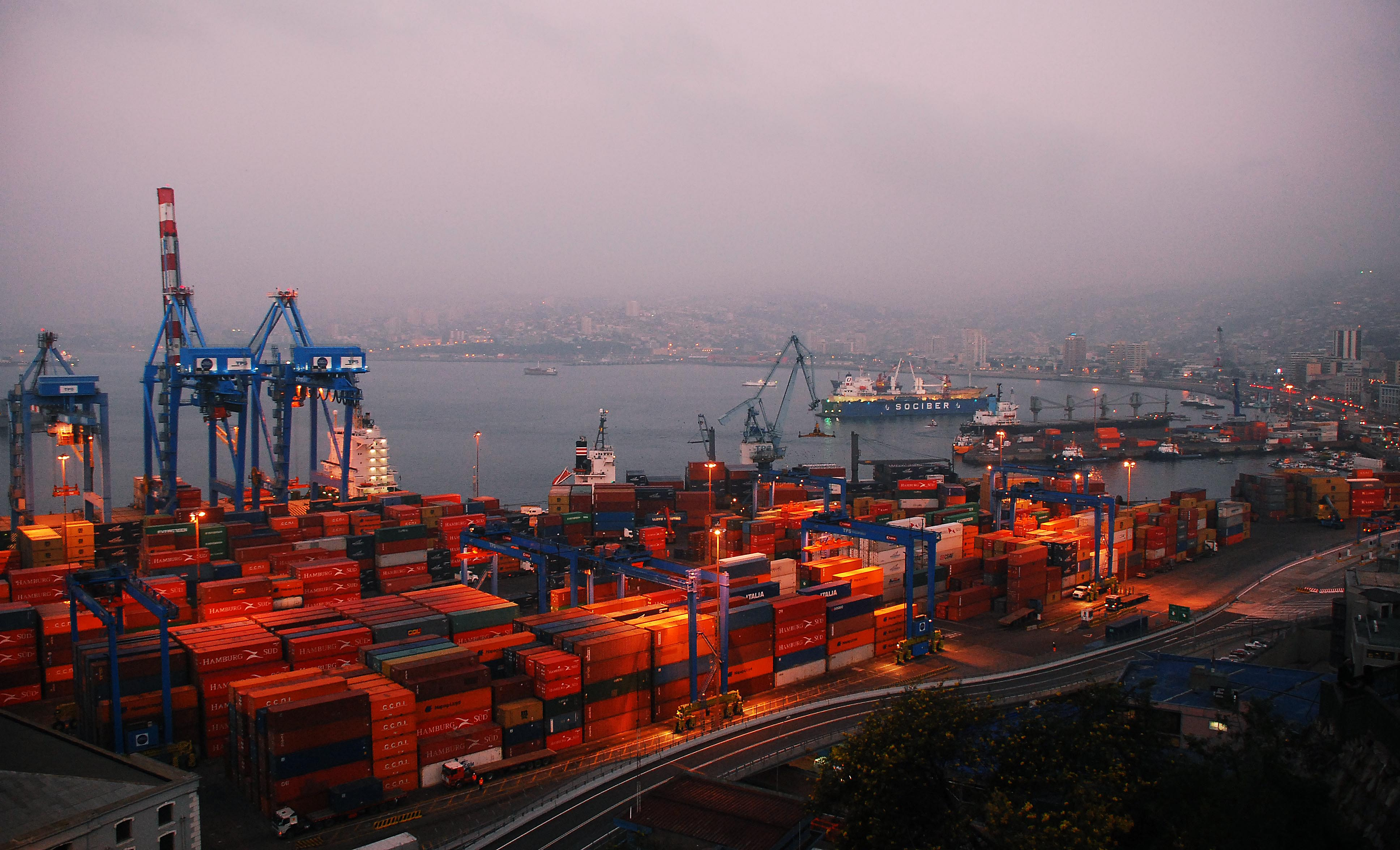
Contêineres e gruas no porto.

O porto de Valparaíso foi administrado por diversos organismos do Estado. O mais emblemático nasceu em 6 de abril de 1960, denominado Empresa Portuária de Chile, Emporchi, uma entidade administrativa central e autônoma, a cargo da exploração e administração dos portos estatais.
A partir de 1982, com o auge do contêiner, iniciou-se um processo de modernização da superestrutura, equipamentos e administração. Foram construídas explanadas, adquiridos equipamentos modernos e mudado o sistema de operação portuária, incorporando finalmente o setor privado nas operações de movimentação de carga no porto.
Em 1985, a zona central do Chile foi afetada por um terremoto que deixou parte dos terminais portuários da Região em mau estado. O processo de reparação do porto de Valparaíso demorou 9 anos, iniciando-se em 1990 com a reconstrução das explanadas e do Mole Barón. Em 1995, começou a última e mais importante etapa de restauração, que contemplou a recuperação e modernização dos locais 1, 2 e 3, a qual culminou em janeiro de 1999.
Enquanto isso, o crescimento do comércio exterior chileno e a evolução tecnológica do transporte marítimo, apresentaram a necessidade de investir em infraestrutura e equipamento. Por isso, o Governo impulsionou a Lei N.º 19.542 de Modernização Portuária, mediante a qual os dez portos estatais a cargo de Emporchi passaram a constituir-se em empresas autônomas, encarregadas de incentivar a eficiência e o investimento, através da concessão portuária a privados.
Em 19 de dezembro de 1997, a citada lei é publicada no Diário Oficial e em 31 de janeiro de 1998, constitui-se a Empresa Portuária Valparaíso (EPV), a qual se tem dedicado a cumprir com o desenvolvimento dos objetivos propostos na política de modernização.
Ao final de 1999, foi licitado o Frente de Atracagem N.º 1 do Porto de Valparaíso (locais do 1 ao 5), sendo adjudicado ao consórcio chileno-alemão formado por Inversiones Cosmos Ltda., que iniciará a operação deste Terminal a partir de 1 de janeiro de 2000, passando a se chamar Terminal Pacífico Sul Valparaíso Sociedade Anônima, conhecida popularmente como TPS Valparaíso.
Por sua parte, a EPV continua administrando os locais 6, 7 e 8, localizados no Terminal N°2 ou Espigão, e os locais 9 e 10, convertidos em 2002 em um atrativo espaço público denominado Passeio Mole Barón.
Entre 2002 e 2007, a EPV assinou contratos de concessão com importantes empresas do setor privado, para o desenvolvimento de obras e projetos de alto valor para o porto e a cidade, no âmbito da indústria de cruzeiros, turismo e logística.
Em 2008, inicia suas operações a Zona de Extensão de Apoio Logístico, ZEAL (www.zeal.cl), a mais moderna plataforma, que concentra a zona primária do porto e uma área de serviços especiais para a carga, o extraportuário El Sauce. Juntamente com isso, o porto começa a operar com a nova rota Caminho La Pólvora (acesso sul a Valparaíso).
Atualmente, Valparaíso é o principal porto de contêineres e passageiros do Chile e um dos mais ativos da América do Sul. Anualmente transfere mais de 10 milhões de toneladas de carga geral e por seus terminais passa mais de 30% de todo o comércio exterior do país. Além disso, na temporada, atende cerca de 40 cruzeiros e 150 mil visitantes.